# Sherwin Raiken
Sherwin Herman Raiken (Filadelfia, 29 ottobre 1928 – Filadelfia, 16 gennaio 2009) è stato un cestista statunitense, professionista nella NBA.

## Carriera
Disputò 6 partite di regular season nel 1952-53 con i New York Knicks, segnando 1,5 punti in 10,5 minuti di media. Prese parte anche a 4 gare di play-off.